# Al Rey nuestro Señor don Phelipe Quarto

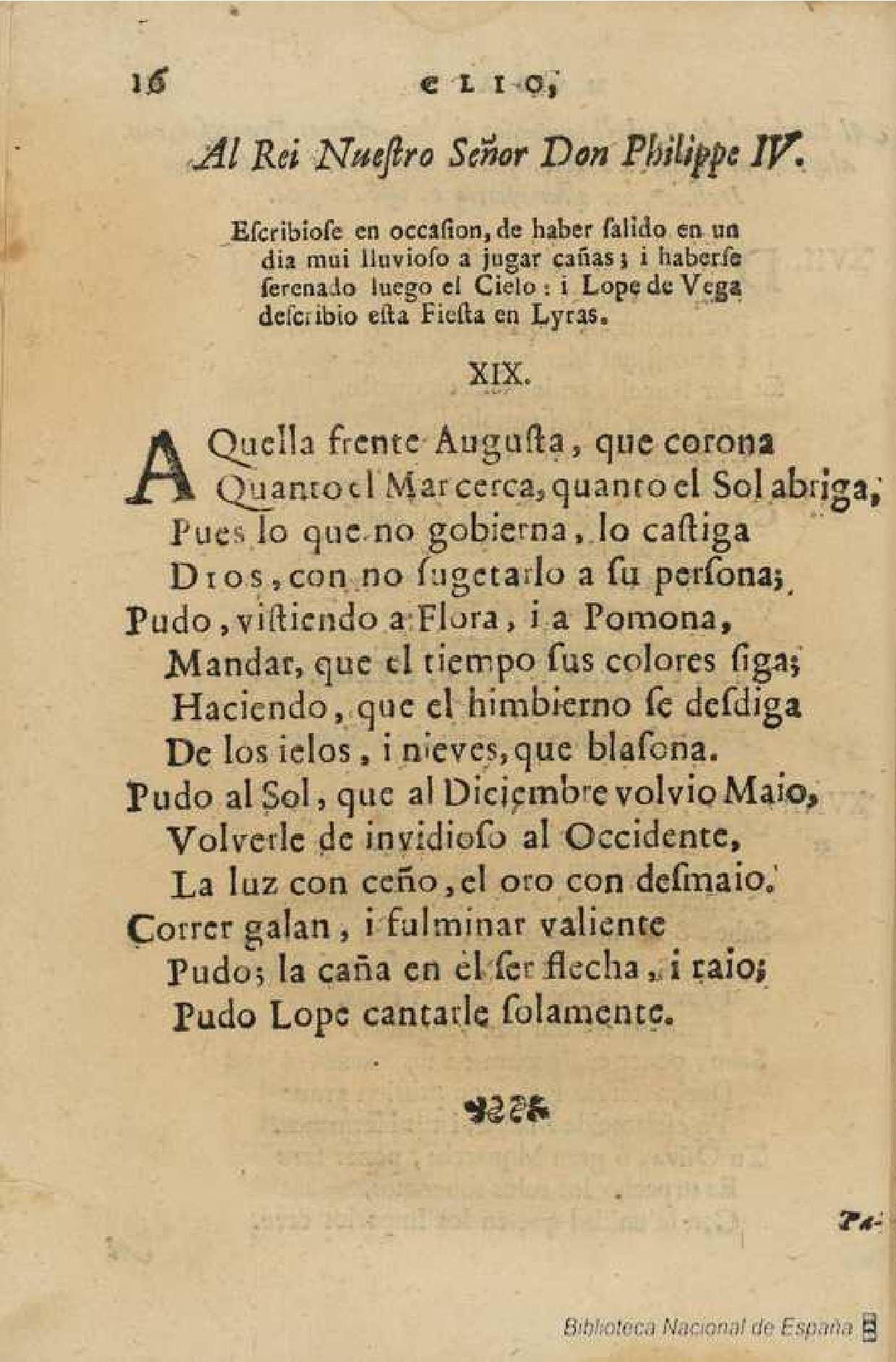
El poema, en su primera publicación en El Parnaso español, monte en dos cumbres, dividido con las nueve musas castellanas (1648).

Al Rey nuestro Señor don Phelipe Quarto es un soneto compuesto por Francisco de Quevedo, como loa al rey Felipe IV de España.

## Historia
A principios de diciembre de 1633 fue inaugurado el palacio del Buen Retiro, un edificio construido en breve espacio de tiempo por iniciativa del Conde-duque de Olivares para servir de lugar de recreo de Felipe IV. Con motivo de la inauguración hubo fiestas durante varios días. El lunes, 5 de diciembre estaba programado un juego de cañas en el que participarían el propio monarca y algunos grandes señores de la corte. El día señalado amaneció con muy mal tiempo, pese a lo cual se llevó a cabo el juego de cañas. Tras haber salido el rey a jugar, el tiempo amainó.

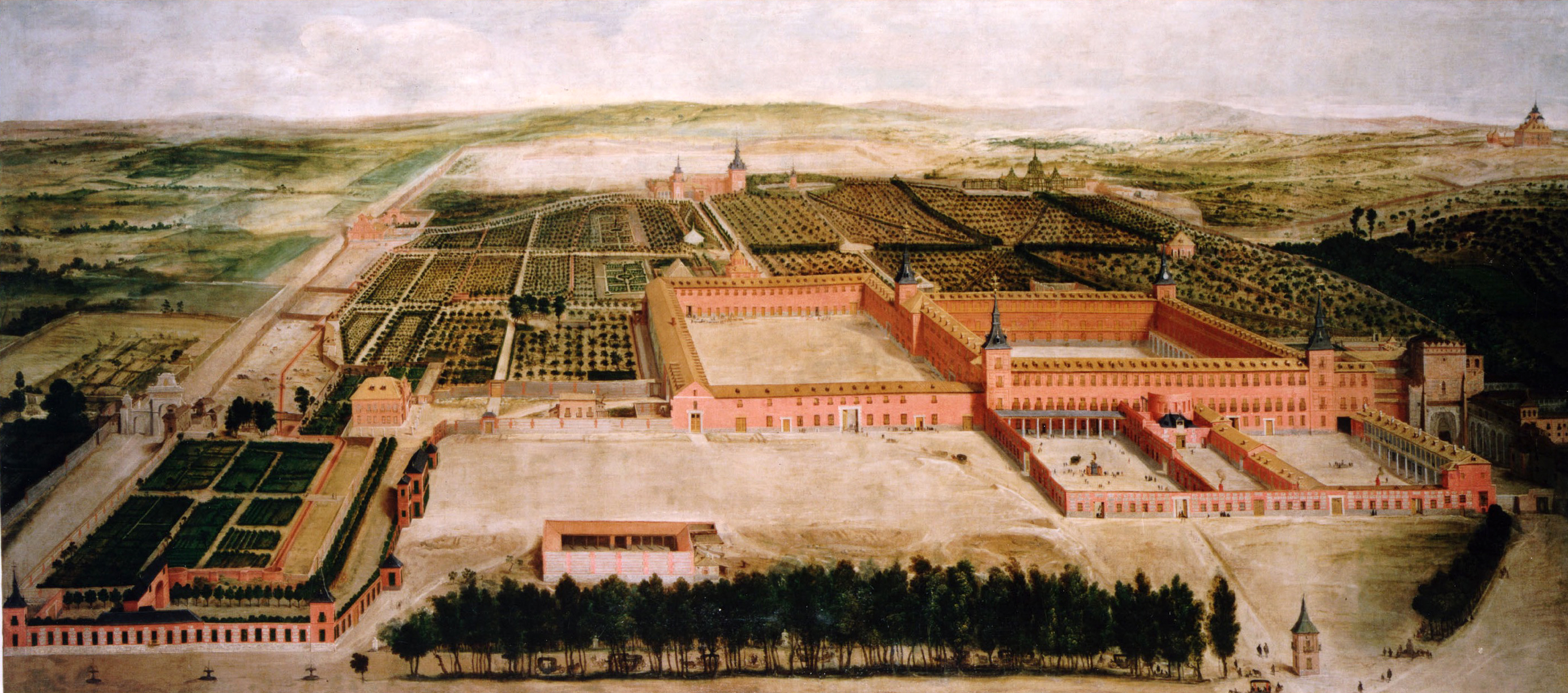
Vista del palacio del Buen Retiro, cuya inauguración dio lugar al poema (por Jusepe Leonardo, c. 1637)

Con motivo de este suceso, Lope de Vega escribió su poema Versos a la primera fiesta del palacio nuevo.

El poema de Quevedo surgió después de este y se centró en admirar tanto el suceso, en un ejercicio de loa regia, como los versos de Lope, pues el final del poema dice:
pudo Lope cantarle solamente.
El soneto fue recogido en la recopilación de poemas de Quevedo, El Parnaso español, monte en dos cumbres, dividido con las nueve musas castellanas, publicado en 1648.

Durante algún tiempo, los historiadores recogieron que las festividades no se debían a la inauguración del palacio del Buen Retiro, sino al nacimiento de Fernando de Austria, futuro Fernando IV de Hungría. Este equívoco tiene su origen en que en la Gaçeta y nuevas de la corte de España, Jerónimo Gascón de Torquemada señala:
Este día fueron las Fiestas Reales de toros y cañas en el Real Sitio del Buen Retiro, que está incorporado con el Convento Real de San Gerónimo, extramuros de Madrid, por el buen alumbramiento y haver parido un hijo la Serenísima Infanta Doña María, Reyna de Ungría, hermana del Rey Nuestro Señor.

## Texto
Al Rey Don Felipe, en ocasión de haber salido en un día muy lluvioso a jugar cañas, y haberse serenado luego el cielo
Aquella frente augusta que corona 
cuanto el mar cerca, cuanto el sol abriga 
(pues lo que no gobierna lo castiga 
Dios con no sujetarlo a su persona), 

pudo, vistiendo a Flora y a Pomona, 
mandar que el tiempo sus colores siga, 
haciendo que el invierno se desdiga 
de los yelos y nieves que blasona. 

Pudo al sol que a diciembre volvió mayo 
volverle, de envidioso, al Occidente, 
la luz con ceño, el oro con desmayo. 

Correr galán y fulminar valiente 
pudo; la caña en él, ser flecha y rayo; 

pudo Lope cantarle solamente. 

### Individuales
1. ↑  Brown y Elliot, 1980, p. 229.
2. ↑  Brown y Elliot, 1980, p. 196.
3. ↑  Brown y Elliot, 1980, p. 199.
4. ↑  Vega, Lope de (1637). «Versos a la primera fiesta del palacio nuevo». La Vega del Parnaso. Imprenta del Reyno. pp. 61-66. Consultado el 23 de noviembre de 2021.
5. ↑  Quevedo, Francisco de (1648). «CLIO. MUSA I. CANTA ELOGIOS, I MEMORIAS DE PRINCIPES, I VARONES ILUSTRES. Al Rey Nuestro Señor Don Phelipe IV. Escribióse en occasión de haber salido en un dia muy lluvioso a jugar cañas; i haberse serenado luego el Cielo; i Lope de Vega describió esta Fiesta en Lyras».  En José Antonio González de Salas, ed. El Parnaso español, monte en dos cumbres, dividido con las nueve musas castellanas. Madrid: Diego Diaz de la Carrera. p. 16. Consultado el 23 de noviembre de 2021.
6. ↑  Gascón de Torquemada, Jerónimo (1991). «Diciembre de 1633». Gaçeta y nuevas de la Corte de España desde el año 1600 en adelante. RAMHG. p. 356. ISBN 978-84-600-7855-5. Consultado el 23 de noviembre de 2021.